# ویس، کرواسی
ویس (به کرواتی: Vis) شهری در ایالت اسپلیت-دالماتیا کشور کرواسی است که جمعیت آن در سال ۲۰۱۱ میلادی ۱٬۹۲۰ نفر بوده‌است.